# 51 př. n. l.

## Úmrtí
- Ptolemaios XII. Neos Dionýsos (* asi 112 př. n. l.) – faraon ptolemaiovské dynastie[1]

## Hlavy států
- Parthská říše – Oródés II. (58/57 – 38 př. n. l.)
- Egypt – Ptolemaios XII. Neos Dionýsos (80 – 51 př. n. l.) » Ptolemaios XIII. (51 – 47 př. n. l.) + Kleopatra VII. (doba vlády 51 př. n. l. – 30 př. n. l.)[2][3]
- Čína – Suan-ti (dynastie Západní Chan)